# Кладбище Матиса
Кладбище Ма́тиса (латыш. Matīsa kapi, историческое русское название Матвеевское кладбище) — кладбище в Риге, расположенное по улице Маза Матиса, 1. Территориально относится к микрорайону Дарзциемс. Площадь кладбища — 13,2 га.

## История
Основано в 1871 году для захоронения обитателей богаделен и малоимущих горожан в развилке Риго-Динабургской железной дороги и строящейся ветки на Мюльграбен. После открытия в 1887 году прихода церкви Святого Павла, к востоку от Матвеевского кладбища было устроено отдельное Павловское кладбище (латыш. Pāvila kapi), в советское время объединённое с кладбищем Матиса.
В 1905 году рядом с кладбищем была построена центральная городская тюрьма, умерших и казнённых в которой также хоронили на этом кладбище. Кроме того, на кладбище погребены около 4 тысяч жертв Первой мировой войны и павшие в борьбе за независимость Латвии.
На территории кладбища расположены братские могилы советских воинов времён Второй мировой войны. Ещё одна братская могила 14 советских воинов находится рядом с кладбищем, у ограды вдоль улицы Виеталвас.

## Известные захоронения
См. также категорию: Похороненные на кладбище Матиса
На кладбище похоронены народный артист СССР балетмейстер Александр Лемберг, заслуженная артистка Латвийской ССР Анна Ковалёва и другие деятели культуры. На могиле Эдуарда Бренценса в 1933 году был установлен памятник работы известного скульптора Рихарда Маурса.
В 1959 году был открыт памятник участникам революционного движения, посвящённый расстрелянным в 1921 году, в Центральной тюрьме, девяти членам Коммунистической партии Латвии.